# Aphis pyriphaga
Aphis pyriphaga är en insektsart. Aphis pyriphaga ingår i släktet Aphis och familjen långrörsbladlöss. Inga underarter finns listade i Catalogue of Life.